# Estran Cité de la mer
Pour les articles homonymes, voir Cité de la mer.
 (juin 2024).
Si vous disposez d'ouvrages ou d'articles de référence ou si vous connaissez des sites web de qualité traitant du thème abordé ici, merci de compléter l'article en donnant les références utiles à sa vérifiabilité et en les liant à la section « Notes et références ».
L'Estran Cité de la Mer est un centre de culture scientifique et technique associatif sur le thème du littoral haut-normand situé à Dieppe. Il a été créé le 20 mai 1987 par l'association E.S.T.R.A.N. qui a pour objectif principal la vulgarisation de la culture scientifique et technique de la mer et de la pêche.
Ouvert au public toute l'année, il présente à travers 1 600 m2 d'exposition la construction navale, les techniques de pêche, l'environnement littoral et la faune de la Manche.
Anita Conti a été la marraine de l'Estran Cité de la Mer lors de son inauguration le 28 mai 1993.